# Malves-en-Minervois
Malves-en-Minervois är en kommun i departementet Aude i regionen Occitanien  i södra Frankrike. Kommunen ligger  i kantonen Conques-sur-Orbiel som ligger i arrondissementet Carcassonne. År 2022 hade Malves-en-Minervois 880 invånare.

## Befolkningsutveckling
Antalet invånare i kommunen Malves-en-Minervois
Referens: INSEE